# Pedalerhöhung
Pedalerhöhung, Pedalverlängerung oder Pedalanpassung ist ein Begriff aus der Technik zur Kraftfahrzeuganpassung für körperbehinderte Menschen. Damit wird die Vornahme der Höhenanpassung serienmäßiger PKW-Pedale (für Gas, Bremse und Kupplung) bezeichnet. Dies dient insbesondere dazu, die standardmäßig im Fahrzeug vorhandenen Pedale für kleinwüchsige Menschen bedienbar zu machen.

## Ausführung
Technisch wird die Pedalanpassung meist durch aufmontierte Zusatzteile vorgenommen. Durch die Zusatz-Montage statt eines echten Umbaues kann die originale Pedalerie des Automobils erhalten bleiben und damit nach einem eventuellen Wiederverkauf auch die Bedienbarkeit durch normalwüchsige Fahrer. Statt einer Festmontage können die Verlängerungsteile auch einzeln oder blockweise abnehmbar angebracht werden, um die kurzfristige Benutzung durch andere Fahrer zu ermöglichen. Für den gleichen Zweck werden auch beiseiteklappbare Produktausführungen angeboten.

## Pedalerhöhungen  im Hilfsmittelportal von Rehadat
Das Hilfsmittelportal Rehadat führt Einzelprodukte von Pedalanpassungen untern den folgenden Klassen der EN ISO 9999 auf:
- 12 – Hilfsmittel für die persönliche Mobilität
  - 12 12 –  Kraftfahrzeuganpassungen
    - 12 12 04 –  Kraftfahrzeuganpassungen für den Betrieb des Motors